# John Holdren

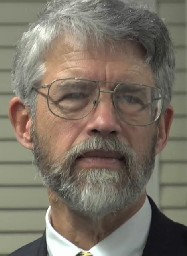
John Holdren

John P. Holdren (geb. 1944, Sewickley, Pennsylvania) is een Amerikaanse fysicus en sinds maart 2009 directeur van de Office of Science and Technology, die de Amerikaanse president Barack Obama adviseert op het gebied van wetenschap en technologie. Daarvoor was hij onder meer professor milieu-politiek bij de John F. Kennedy School of Government van de Harvard-universiteit.

## Biografie
Holdren studeerde aan Massachusetts Institue of Technology (bachelor's degree in 1965) en de Stanford-universiteit (PhD in 1970). Zijn vakgebieden waren aeronautiek, ruimtevaarttechnologie en plasmafysica. Hij gaf dertien jaar les aan Harvard en meer dan twintig jaar les aan Berkeley. Zwaartepunten in zijn werk zijn de veranderingen in het milieu, energietechnologie, energiepolitiek, manieren om de gevaren van nucleaire wapens en -materiaal terug te brengen en wetenschaps- en technologie-politiek.
Hij was wetenschappelijk adviseur van president Bill Clinton (1994-2001) en was onder meer president van de American Association for the Advancement of Science (2006-2007). Hij schreef meer dan tweehonderd artikelen en papers en was mede-auteur en -redacteur van zo'n twintig boeken.
In verschillende publicaties hield hij zich, al vanaf 1969, bezig met de gevolgen van overbevolking. In 1977 was hij mede-auteur van het boek 'Ecoscience: Population, Resources, Environment', waarin hij inging op mogelijke maatregelen om iets aan de overbevolking te doen, van vrijwillige familie-planning tot en met gedwongen sterilisatie. Hij beval milde vormen van methodes aan om de grootte van gezinnen terug te brengen, zoals toegang tot abortus. Toen hij kandidaat was voor de post van directeur van de Office of Science and Technologie gaf hij tegenover de nominatie-commissie te kennen, dat de regering geen rol had in het bepalen van de omvang van de bevolking en dat hij geen voorstander was van gedwongen sterilisatie. Zijn naam komt veelvuldig voor in de gehackte en gepubliceerde e-mails die in 2009 de aanleiding vormden voor Climategate